# Ferruccio Teglio
Ferruccio Teglio (Modena, 8 marzo 1883 – Modena, 18 luglio 1956) è stato un antifascista italiano, sindaco di Modena dal 1920 al 1921.

## Biografia
Ferruccio Teglio nacque a Modena l'8 marzo 1883 da Bonaiuto e Speranza Levi. La loro famiglia era ben nota nella comunità ebraica della città; Salomone Teglio fu rabbino nel 1867. Si diplomò come ragioniere e, ancora diciassettenne, si iscrisse al Partito Socialista Italiano, avendo come maestro di politica Gregorio Agnini, che gli insegnò che il progresso e i diritti andavano conquistati lottando.

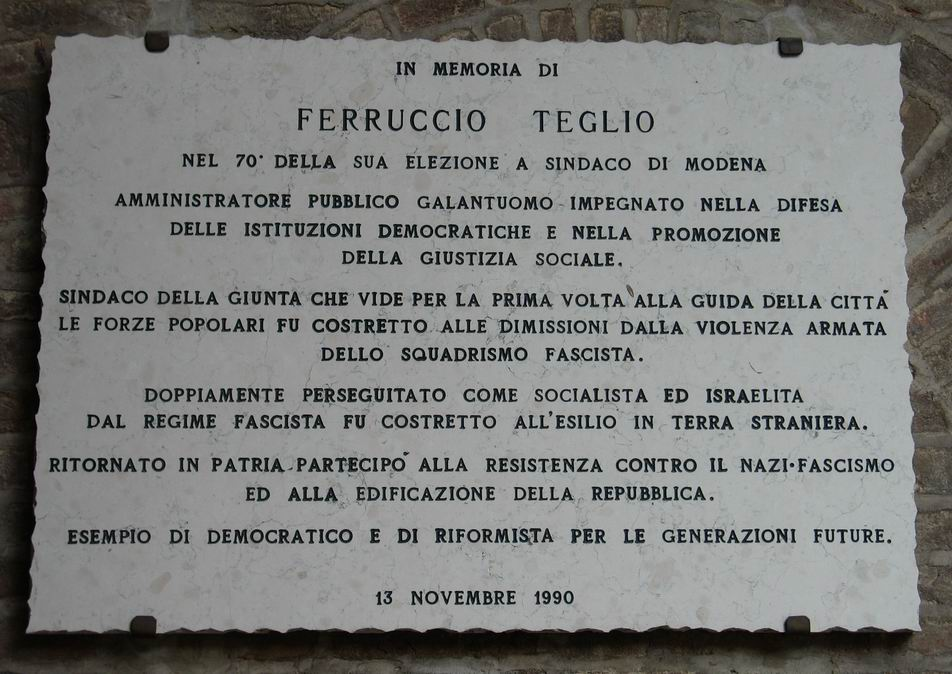
Lapide in memoria di Ferruccio Teglio, Municipio di Modena, 1990

Nel partito era presente un altro ebreo, Pio Donati. I socialisti avevano il controllo di molti comuni della Bassa Modenese dopo la fine della prima guerra mondiale, come risultato di un allargamento della base di consensi iniziato dalla fine dell'Ottocento. Teglio sposò Valeria Righi ed ebbe da lei il figlio Paolo, abitò per quasi tutta la vita in via Saragozza 7 a Modena. Lavorava in banca.
Teglio aspirava a legare libertà e giustizia sociale con l'emancipazione delle categoria deboli, in una zona d'Italia in cui la società era ancora a carattere latifondista. Guidò con altri socialisti la protesta popolare, come negli avvenimenti che sconvolsero Modena nel 1920. Quell'anno furono uccisi in piazza Grande quattro socialisti durante l'adunata di massa tenuta per commemorare l'eccidio di altri otto dimostranti avvenuto a San Matteo della Decima di San Giovanni in Persiceto.
Il sindaco Gambigliani Zoccoli si era dimesso nel 1919, lasciando la gestione ad una commissione burocratica. Alle elezioni comunali del 13 ottobre 1920 il Partito Socialista Italiano prevalse con il 57% dei voti: 48 socialisti, tra cui Pio Donati, formarono il consiglio della città insieme a 12 dell'Unione Interessi Economici, un blocco di agrari, reazionari e industriali a vocazione filofascista. La campagna elettorale di Teglio fu incentrata su igiene, scuola, lavoro e finanze, da ristrutturare in funzione delle fasce deboli della popolazione.
Teglio fu eletto sindaco con 47 voti a favore, 10 schede bianche e 1 voto disperso; la sua elezione sancì un profondo mutamento politico e amministrativo nella vita della città: un socialista era diventato primo cittadino. Si iniziò subito ad incentivare l'istruzione pubblica gratuita, le riforme per i lavoratori e i poveri, le opere pubbliche tese al miglioramento delle condizioni igieniche cittadine, a combattere lo spreco del denaro pubblico, tagliando le spese e aumentando le tariffe per riequilibrare il bilancio. Furono inseriti bambini con handicap nelle scuole, aperte mense e biblioteche popolari, assegnati sussidi ai disagiati.
Entrato in carica il 13 novembre 1920, il consiglio comunale resistette fino al gennaio del 1921. Dopo non fu più possibile convocare il consiglio per motivi di ordine pubblico, in seguito alle aggressioni e intimidazioni. Teglio dovette essere protetto da una scorta, a causa del continuo pericolo di linciaggio da parte delle camicie nere. Il primo ministro Giovanni Giolitti si era fatto garante del cosiddetto  Patto di Pacificazione che prevedeva sia la cessazione delle violenze che l'allontanamento dei socialisti dal governo cittadino. Teglio si dimise il 10 aprile 1921 ma gli insulti degli avversari non si fermarono. Il prefetto decise solo di istituire un drappello sotto l'abitazione di Teglio.
Teglio fu schedato presso il casellario del ministero dell'Interno come “diffidato politico, catturando”. Decaduto da sindaco, Teglio dovette affrontare disagi, ritorsioni, minacce che in quegli anni accompagnavano ogni antifascista. Perse il suo lavoro in banca e Teglio, ormai senza impiego, si recò in esilio in Francia nel 1938, poi all'arrivo dei nazisti si rifugiò nel 1940 in Svizzera, per sfuggire alla persecuzione razziale, in quanto era ebreo. Tornò a Modena alla fine della guerra, rientrando nella vita politica e sociale della città, anche ricoprendo incarichi presso enti pubblici. Fu membro del consiglio direttivo del Partito Socialista Italiano di Unità Proletaria (PSIUP), erede del PSI e diresse il giornale Il Domani dal 1945, sostenendo la campagna in favore della Repubblica, ma senza parole di odio e rancore per le percosse e le angherie subite.
All'obiezione della Democrazia Cristiana secondo cui la repubblica sarebbe stata un rischio, Teglio rispondeva che "per persuadere che la Repubblica è un salto nel buio, bisognerebbe prima dimostrare che abbandonando la monarchia si abbandona la luce". Sul giornale di Teglio si leggevano articoli di Giuseppe Saragat, Sandro Pertini, Pietro Nenni, Filippo Turati, Ignazio Silone e Carlo Rosselli. A Modena le forze socialiste tornarono al potere: Teglio fu vicepresidente dell'Eca-Istituti Ospedalieri e collaborò nella decisione di costruire il Policlinico in via del Pozzo, per sgravare il vecchio e sovraffollato sant'Agostino.
Morì settantatreenne il 18 luglio 1956; non volle essere sepolto come gli altri ebrei ma i suoi resti riposano nell'ossario comunale e non esiste una lapide che segnali l'esatto luogo di interramento. Nel novembre del 2005 il consiglio comunale di Modena ha commemorato questo socialista ebreo, definito esempio di rettitudine e rigore e la politica scolastica della sua giunta, che le amministrazioni modenesi hanno fatto propria dal secondo dopoguerra. A Teglio è stata dedicata una via non lontano da piazza Attiraglio, di fronte a via Pio Donati.